# آنجلیکا راس
آنجلیکا راس (به انگلیسی: Angelica Ross)(زاده ۱۹۸۱) کارآفرین و بازیگر آمریکایی است.
او یک زن ترنس است.
از کارهایی که وی در آن نقش داشته است می‌توان به مجموعه تلویزیونی ژست اشاره کرد.